# Turzyca bagienna
Turzyca bagienna (Carex limosa L.) – gatunek byliny z rodziny ciborowatych.

## Rozmieszczenie geograficzne
Gatunek wokółbiegunowy. Występuje w Ameryce Północnej, Azji i Europie. W Europie występuje na większości obszaru, na południu sięgając po Alpy, Pireneje oraz północną część Półwyspu Bałkańskiego.  W Polsce jest dość rzadki, najliczniej występuje w północno-wschodniej części kraju. Ponadto spotykany jest na rozproszonych stanowiskach w środkowej i południowo-zachodniej Polsce. W górach jest rzadki. W Karpatach występuje na torfowiskach Kotliny Orawsko-Nowotarskiej, w Beskidzie Niskim (jedno stanowisko: góra Kamień (nad Jaśliskami), na Podtatrzu na Polanie Biały Potok i na jednym stanowisku w Tatrach (Toporowy Staw Wyżni.

## Morfologia
PokrójTworząca luźne darnie delikatna roślina o cienkiej łodydze, wąskich liściach i wysokości do 40 cm.
ŁodygaOstrokanciasta, cienka, wzniesiona, w górnej części szorstka. Wyrasta z długiego, płożącego się kłącza.
LiścieSine, rynienkowate, wąskie, o szerokości 1–2 mm.
KwiatyDrobne, zebrane są w czerwonobrunatne kłosy. Pojedynczy szczytowy kłos jest męski. Ma on długość 1–2 cm, grubość ok. 1 cm, jest walcowaty i wyrasta na długiej szypułce. Znajdujące się w nim kwiaty męskie mają 3 pręciki. 1 lub 2 jajowate kłosy żeńskie zwieszone na dość długich szypułkach wyrastają poniżej kłosa męskiego. Mają długość około 1–1,5 cm i szerokość 5 mm. Kwiaty żeńskie wyrastają w kątach czerwonobrunatnej przysadki z zielonym grzbietem. Mają słupek z 3 znamionami. Sinego koloru pęcherzyki są szersze i krótsze od przysadek.
OwoceDrobne, trójkanciaste orzeszki o długości ok. 2,5 mm.

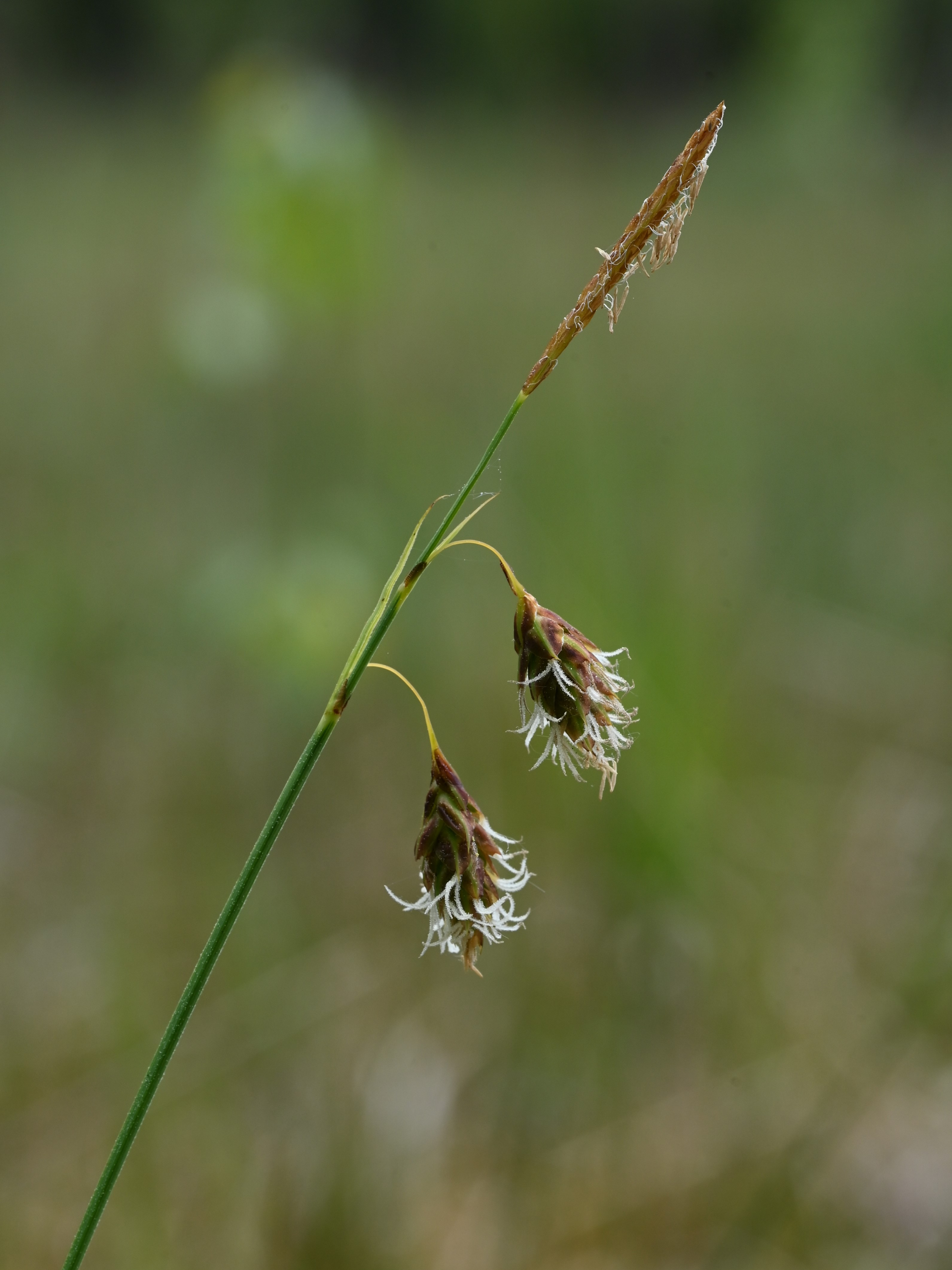
W czasie kwitnienia
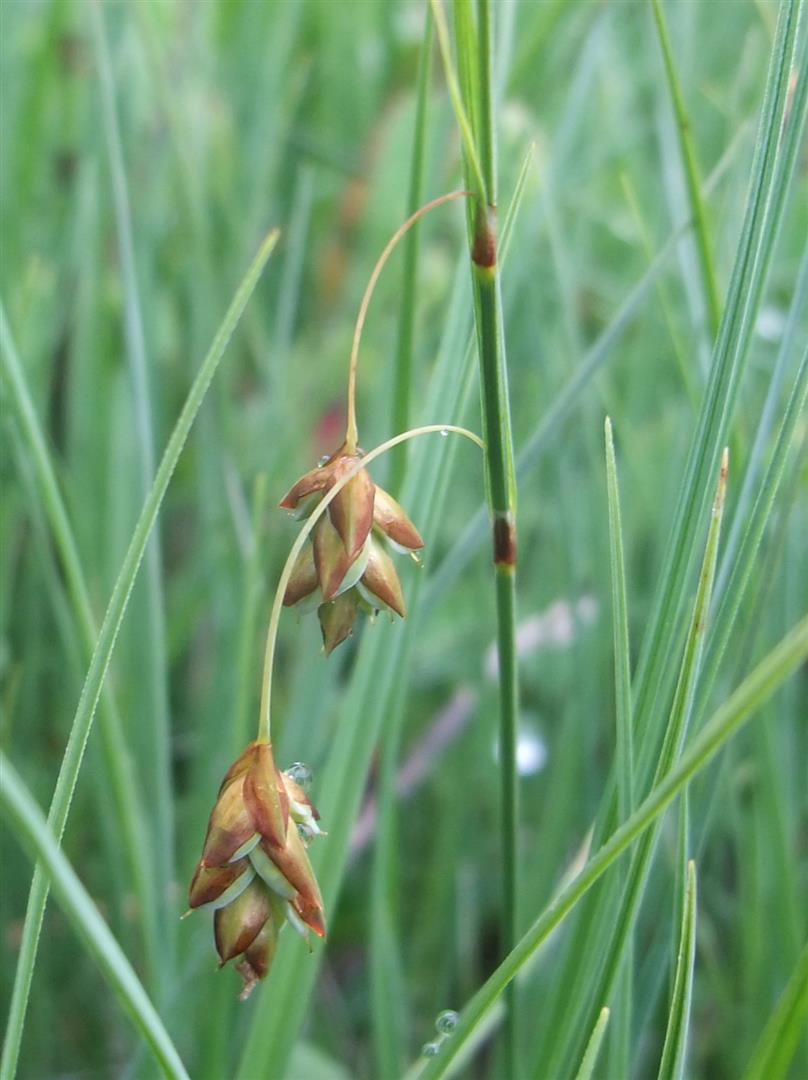
W czasie owocowania
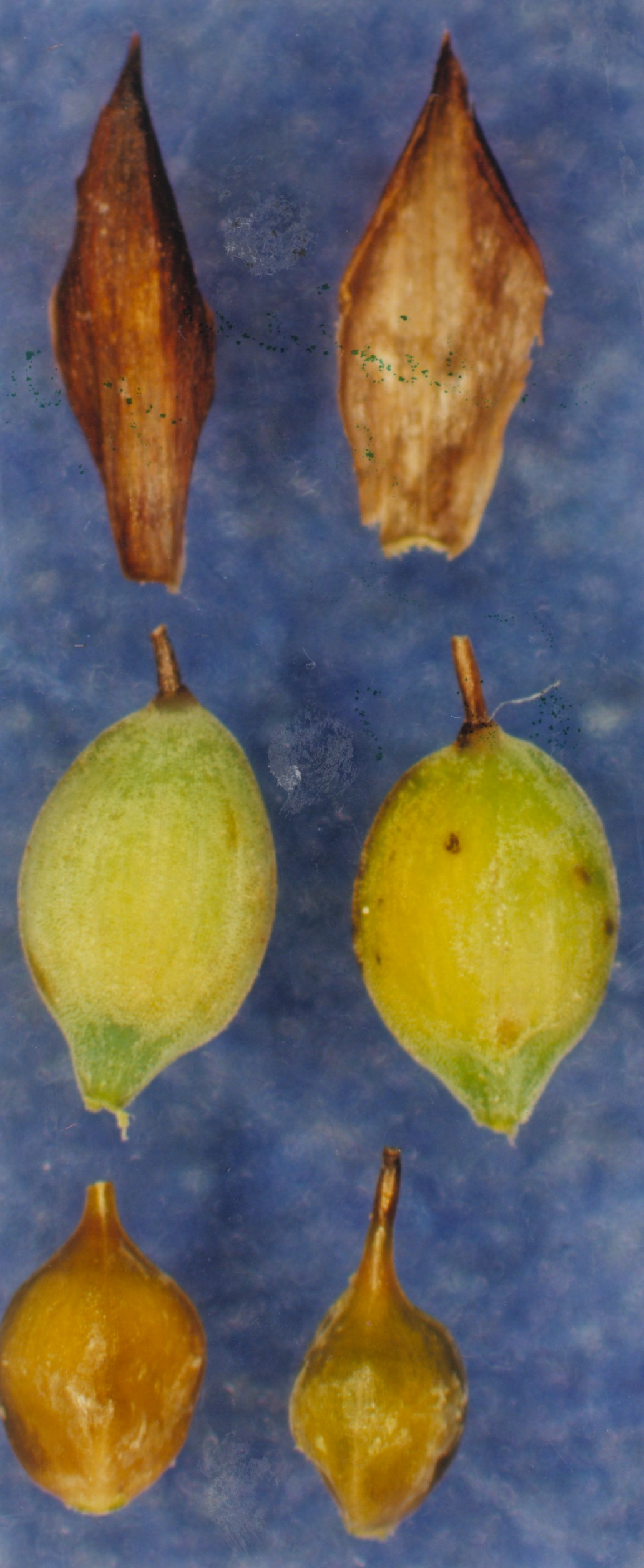
Owoce

## Biologia i ekologia
Bylina, hemikryptofit, geofit. Kwitnie od maja do lipca. Jest wiatropylna, nasiona są rozsiewane przez wiatr i wodę. Występuje głównie na torfowiskach wysokich, rzadko na torfowiskach przejściowych, w najbardziej uwodnionych ich miejscach. Na bardzo kwaśnym podłożu – pH 2,4-4. Gatunek charakterystyczny dla rzędu (O.) Scheuchzerietalia palustris i zespołu (Ass.) Caricetum limosae. Liczba chromosomów 2n= 56, 62, 64.
ZmiennośćTworzy mieszańce z turzycą patagońską (Carex magellanica)

## Zagrożenia i ochrona
Od 2004 do 2014 roku roślina objęta była w Polsce ścisłą ochroną gatunkową. Zagrożona jest regionalnie na obszarach, gdzie występuje rzadko, np. w Karpatach, na Dolnym Śląsku, czy w Wielkopolsce. Czynnikami zagrożenia są: eksploatacja i osuszanie torfowisk oraz zagłuszanie przez wyższe rośliny w wyniku naturalnej sukcesji ekologicznej. Informacje o stopniu zagrożenia na podstawie:
- Polskiej Czerwonej Księgi Roślin – gatunek w niewielkim stopniu zagrożony (kategoria zagrożenia LR)[11].
- Czerwonej listy roślin i grzybów Polski (2006) – gatunek zagrożony (kategoria zagrożenia V)[12]; 2016: NT (bliski zagrożenia)[13].